# Phokeng
Phokeng es un pueblo en la provincia del Noroeste de Sudáfrica. Es la capital de la Nación Royal Bafokeng y se encuentra cerca de la ciudad de Rustenburg. Fue el foco de atención mundial en 2010, cuando fue una de las sedes de la Copa Mundial de Fútbol.

## Etimología
El nombre de Phokeng proviene de la palabra setsuana para rocío, Phoka, es decir "Lugar de rocío". Se cree que la zona fue asentada por primera vez a finales de siglo XVII.

## Historia
Phokeng es uno de varios pueblos setsuana en la provincia del Noroeste que fueron fundados por el pueblo Sotho-Tswana, hablantes del idioma sotho-tswana, que habían sido desplazados por años de guerra a finales del siglo XVIII y principios del siglo XIX, primero por las guerras difagane causadas por la invasión de los matebele, y luego por las guerras de conquista de los bóeres. Tan solo unos años después de las guerras, el misionero y explorador David Livingstone, visitó la Bakwena del jefe Mokgatle, y encontró que además de dedicarse a la agricultura y la ganadería, fabricaban ornamentos de cobre que ellos mismos extraían y fundían.
Los tswana de la región habían vivido en el área por cientos de años, pero para mediados del siglo 19, muchos se encontraban regados por las granjas de los bóeres, en donde trabajaban para granjeros blancos en situaciones de esclavitud. Entre 1850 y 1860, varios jefes comenzaron a juntar a sus antiguos seguidores pidiendo donaciones para ganado para crear un fondo para la compra de tierras. Con la ayuda de misioneros alemanes de la Misión de Hermannsburg, varios jefes lograron comprar tierras y re-establecieron sus aldeas y cazicazgos. Phokeng era la más grande y la más famosa de estas aldeas en lo que en ese entonces era Transvaal Occidental. El jefe que organizó las compras fue nombrado Jefe Mokgatle, y el misionero que los ayudó fue nombrado Reverendo Penzhorn. En 1908, un hombre muy viejo que vivía en Phokeng contó a una corte como los Bafokeng de Phokeng compraron sus tierras:
"Nos habían dicho que la tierra en la que vivíamos era tierra de blancos. Nos habían dicho que podíamos comprarla del hombre blanco, un hombre blanco podía hacer la transferencia hacia nosotros. La tribu esta decidida a compra la tierra y todos contribuimos para la compra de kraal."
Para 1900, había muchas aldeas como esta regadas por esta parte del Transvaal, entre ellas las aldeas Bawena Ba Magopa de Bethanie, Kgabalatsane yGa-Rankuwa y la aldea bakgatla de Saulspoort al norte de las montañas Pilanesberg.  
Algo que hizo inusuales a estas aldeas era que eran dueñas de la tierra de una manera similar a la de los blancos. En otras palabras, las aldeas como Phokeng no eran solamente "reservas", sino que eran propiedad de los aldeanos, aunque a través de un sistema de fideicomiso controlado por los misioneros y el jefe. Por esta razón, cuando se descubrió platino bajo las tierras de Phokeng, el pueblo pudo obtener ganancias de la minería y en cierto momento, los bakwena bafokeng de Phokeng fueron descritos como una de las tribus más ricas de Sudáfrica.
Phokeng fue incluida en las Áreas Nativas Listadas bajo la Ley de Tierras Nativas de 1913. Esto básicamente transformó a Phokeng y sus tierras aledañas en una reserva.

## Población
La mayoría de los habitantes de Phokeng son parte del pueblo batswana y su tótem es un cocodrilo, y ellos se refieren a sí mismos como kwena o mokwena, que significa cocodrilo en lengua setsuana.

### Demografía (2001)[2]
- Área: 1.2 km²
- Población: 2.111: 1157,5 hab/km²
- Hogares: 591: 324.06/km²

| Sexo    | Población | %    |
| ------- | --------- | ---- |
| Mujeres | 1,026     | 48,6 |
| Hombres | 1.085     | 51,4 |

| Race      | Population | %   |
| --------- | ---------- | --- |
| Negros    | 2.111      | 100 |
| Blancos   | 0          | 0   |
| Coloured  | 0          | 0   |
| Asiáticos | 0          | 0   |

| Lengua Materna | Población | %     |
| -------------- | --------- | ----- |
| IsiZulu        | 21        | 0.99  |
| IsiXhosa       | 66        | 3.13  |
| Afrikáans      | 15        | 0.71  |
| Sepedi         | 12        | 0.57  |
| Setsuana       | 1,961     | 92.89 |
| Inglés         | 6         | 0     |
| Sesotho        | 12        | 0.57  |
| Xitsonga       | 0         | 0     |
| SiSwati        | 6         | 0.28  |
| Tshivenda      | 0         | 0     |
| IsiNdebele     | 0         | 0     |
| Otros          | 18        | 0.85  |

## Deporte
El Royal Bafokeng Stadium, una de las sedes de la Copa FIFA Confederaciones de 2009 y la Copa Mundial de Fútbol de 2010, se encuentra en Phokeng. La selección nacional de Inglaterra tuvo su base de operaciones en la ciudad para el Mundial de 2010.